# Svanegade
Svanegade er en gade i kvarteret Nyboder i Indre By i København, der ligger mellem Eidsvoll Plads og Krokodillegade. Gaden er opkaldt efter fuglen svane og udgør en del af en række gader i kvarteret med dyrenavne.
Gaden er belagt med brosten og er omgivet af klassiske gule toetages Nyboder-huse på begge sider, fra da Nyboder blev udvidet nordpå i 1780'erne. En stor del af gaden er optaget af et overgroet beskyttelsesrum, der forhindrer gennemkørsel med bil, men som kan passeres til fods.